# ディンプル (ゲーム会社)
株式会社ディンプルは、東京都千代田区東神田にかつて存在していた、コンピュータゲームの開発・販売などを主業務としていた日本の企業。2005年設立。
2010年7月30日付で公式サイトに業務終了を発表し、廃業・解散した。

## 製品
以下のゲームソフトを開発・製造・発売していた。括弧内は発売日、対応プラットフォームの順。
- あやかしびと-幻妖異聞録-（2006年8月31日、PlayStation 2）
Windows向けアダルトゲーム『あやかしびと』の移植。
  - あやかしびと-幻妖異聞録- PORTABLE（2009年3月19日、PlayStation Portable）
上記作品のPlayStation Portable向け移植。
- ピンキーストリート キラキラ☆ミュージックアワー（2006年10月26日、ニンテンドーDS）
  - ピンキーストリート キラキラ☆ミュージックナイト（2007年12月20日、ニンテンドーDS）
- DSセラピー（2007年5月24日、ニンテンドーDS）
- らぶ☆どろ 〜LoveDrops〜（2007年5月31日、PlayStation 2）
Windows向けアダルトゲーム『Love☆Drops 〜みらくる同居物語〜』の移植。
- まほろばStories（2007年7月26日、PlayStation 2）
- サンケイスポーツ監修 競馬力認定試験 馬検DS（2007年9月20日、ニンテンドーDS）
- 英語を食べる不思議な生き物 Marsh（2007年9月27日、ニンテンドーDS）
- Wi-Fi馬券予想力トレーニング ウマニア（2007年11月22日、ニンテンドーDS）
- 太郎商店 デジタルトイ ver.1.0（2007年11月29日、Windows XP）
- DS占いハッピネス（2008年1月31日、ニンテンドーDS）
- るぷぷキューブ ルプ★さらだDS（2008年1月31日、ニンテンドーDS）
  - るぷぷキューブ ルプ★さらだ ぽーたぶる…またたび（2010年1月28日予定、PlayStation Portable）
- 放課後は白銀の調べ（2008年2月28日、PlayStation 2）
  - 放課後は白銀の調べ〜急急如律令〜（2008年11月28日、Windows XP/Vista）
上記作品のWindows向け移植。
- みてはいけない（2008年8月7日、ニンテンドーDS）
- くまたんち（2008年9月25日、ニンテンドーDS）
- ネットゴーストPIPOPA　ピポパ×DS@ダイボウケン!!!（2009年2月26日、ニンテンドーDS）
- 日本ゴルファーズ検定DS（2009年6月18日、ニンテンドーDS）
- Under The Moon 〜クレセント〜（2009年6月25日、PlayStation 2）
Windows向けアダルトゲーム『Under The Moon』の移植。
- ラブルートゼロ KissKiss☆ラビリンス（2010年4月28日、PlayStation 2、販売元アスガルド）